# Ottavio Piccolomini

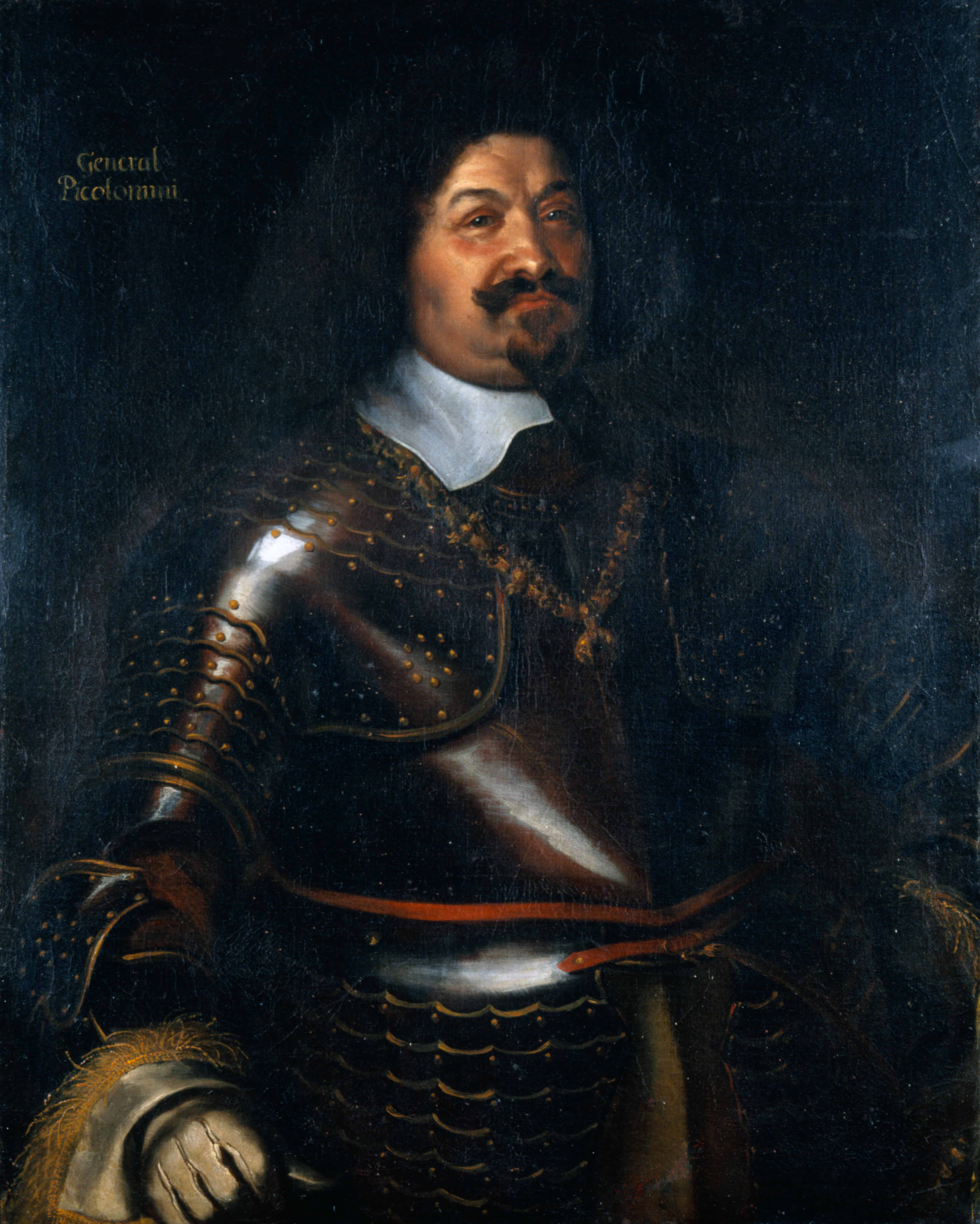
Porträtt på fältmarskalken Ottavio Piccolomini från 1649 Skoklosters slott

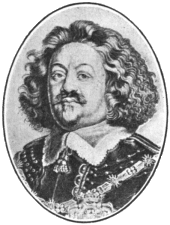
Ottavio Piccolomini (1599-1656)

Ottavio Piccolomini, född 11 november 1599 i Florens, död 11 augusti 1656 i Wien, var en italiensk  internationellt verksam militär och officer. 

## Biografi
Piccolomini, som härstammade i tredje led från Pius II:s syster Caterina Piccolomini började sin bana som spansk pikenerare och var 1618 ryttmästare i den kavalleritrupp, varmed Dampierre skyndade Österrike till hjälp mot Böhmen. År 1625 följde Piccolomini med 1 000 kyrassiärer Pappenheim till Italien och fick överstes grad. År 1627 var han chef för Wallensteins livgarde samt deltog under Wallensteins, Collaltos och Tillys befäl i en mängd drabbningar. 
I slaget vid Lützen i november 1632 stod han på vänstra flygeln och utgjorde mål för svenska kavalleriets första anfall. Då de kejserliga utrymt slagfältet, stannade Piccolini ensam kvar där med sitt kavalleri och angrep fienden sju gånger, varvid han fick sex sår och förlorade fem hästar. Trots den tillit och välvilja Wallenstein visade honom, bland annat genom att 1633 utverka åt honom kavallerigeneralsfullmakt, inlät sig Piccolomini i, ja blev ledaren av den sammansvärjning, som avsåg Wallensteins våldsamma störtande. Det var efter Piccolominis instruktioner som Butler och dennes medhjälpare uppträdde i Eger natten till 25 februari 1634, då Wallenstein mördades. 
Utom marskalksstaven, som Piccolomini fått redan samtidigt med att den kejserliga befallningen om Wallensteins gripande utfärdades, fick han för sina "goda tjänster" 100 000 gulden och det stora böhmiska slottet i Nachod i Riesengebirge. I slaget vid Nördlingen 1634 stod han vid ärkehertig Ferdinands sida. Därefter kämpade han mot holländare och fransmän, vann 1639 vid Thionville en lysande seger över de senare, anförda av Feuquières, och belönades av kejsaren med utnämning till verkligt geheimeråd och av kungen av Spanien med hertigdömet Amalfi, som en gång lär ha tillhört Piccolominis förfäder. 
I slutet av samma år mottog Piccolomini under ärkehertig Leopold Vilhelm befälet i Böhmen mot svenskarna. Sedermera förlorade han och ärkehertigen slaget vid Wolfenbüttel, 1641 och slaget vid Leipzig, 1642, varefter båda lade ned sitt befäl. 1644–1647 förde Piccolomini befälet över spanjorerna i deras strider mot fransmännen i Nederländerna, men 1648 återgick han i kejserlig tjänst som högste befälhavare i Tyskland och deltog i, då han överföll svenskar och fransmän vid Dachau, den sista drabbningen i det långa kriget. Som kejsarens "principalkommissarie" deltog han 1649–1650 i fredsexekutionskonventet i Nürnberg